# Tele 1
Tele 1, prononcé TeleEins en allemand, est une station de télévision régionale de Suisse. La station recouvre la Suisse centrale et fait partie de la LZ Medien Holding AG, le groupe média de la Neue Luzerner Zeitung. Son directeur en 2010 est Bruno Hollenweger, qui était déjà le directeur de Tele Tell.

## Histoire
- 1er avril 2007 : Le groupe LZ Medien Holding AG présente un projet de télévision locale à l'OFCOM.
- 31 octobre 2008 : Tele 1 gagne la concession fédérale octroyée par le Conseil Fédéral face à l'ancienne télévision locale, Tele Tell.
- Après avoir discuté avec Tele Tell, un accord a été trouvé. Tele 1 garde certaines personnes de l'ancienne équipe et les anciens studios de Tele Tell, mais passe des mains de la « AZ Medien Gruppe » à celles de la « LZ Medien Holding AG ». Le conglomérat média n'est donc plus en Argovie mais à Lucerne, centre névralgique de la Suisse centrale.
- 1er février 2010 : Tele 1 émet sa première émission[2].

## Organisation

### Dirigeants
- Bruno Hollenweger, CEO.
- Oliver Kuhn, rédacteur en chef.

### Diffusion
Tele 1 diffuse son signal grâce à Cablecom et Swisscom TV. Elle peut toucher un bassin de population de 310 100 ménages représentant 848 985 personnes. Tele1 a un taux de pénétration à hauteur de 95,46 %. Dès Janvier 2013, la chaîne est diffusée partout en Suisse via Swisscom TV.
Elle recouvre six cantons de Suisse centrale à savoir Lucerne, Nidwald, Obwald, Schwytz, Uri et Zoug. Elle est également diffusée dans les quatre districts les plus méridionaux du canton d'Argovie.

## Logo

2010-2018.
Actuel.